# Panathinaikos Athlitikos Omilos (volleyboll, damer)
Panathinaikos Athlitikos Omilos sektion inom volleyboll för damer grundades 1969. 
Volleybollaget har varit Greklands mest framgångsrika med 23 grekiska mästerskap (1971-1973, 1977-1979, 1982-1983, 1985, 1988, 1990-1993, 1998, 2000 och 2005-2011). På grund av ekonomiska svårigheter kunde de inte registrera sig för spel i högstaserien säsongen 2017-2018, vilket var första gången sedan 1971 som de inte spelade i högsta serien. Klubben fick över huvud taget inte delta i seriespel den säsongen, men återkom nästa år i den nästa högsta serien. Där kvalificerade den sig genast för spel i högsta serien.
På internationell nivå är klubbens största framgångar en final i cupvinnarecupen 1999-2000 och en final i CEV Challenge Cup 2008-2009.